# Can't Buy Me Love (The Beatles)
Can't Buy Me Love is de zesde single van de Britse band The Beatles. Het nummer werd door Paul McCartney geschreven, maar zoals gewoonlijk zijn de credits voor Lennon/McCartney. Het komt van het album A Hard Day's Night.

## Achtergrond
Begin 1964 verbleef de band in Parijs voor achttien concerten in het Olympia-theater. Op een van hun hotelkamers lieten ze een piano plaatsen, zodat ze konden componeren. Hier schreef McCartney het nummer, onder druk van de platenmaatschappij om na I Want to Hold Your Hand snel een nieuw lied te schrijven.
Het nummer werd op 29 januari 1964 opgenomen in de Parijse Pathé Marconi-studio. The Beatles gingen de studio in om de Duitse versies van She Loves You en I Want to Hold Your Hand op te nemen, omdat de Duitse tak van EMI, Odeon, ervan overtuigd was dat The Beatles in Duitsland alleen succes konden behalen wanneer ze in het Duits zongen.
Na de opnames van Sie Liebt Dich en Komm, Gib Mir Deine Hand was er nog studiotijd over. De band nam een backing track op van Can't Buy Me Love, waar Paul McCartneys zang op 25 februari van dat jaar in de Abbey Road Studios overheen werd gedubd. George Harrison voegde er een nieuwe gitaarsolo aan toe.

## Betekenis
Toen hem in 1966 door journalisten gevraagd werd om de 'echte betekenis' van de tekst te onthullen, ontkende McCartney dat Can't Buy Me Love over prostitutie zou gaan.

## Tracklist

### 7" Single
Odeon O 22 697 [de] 10/07/1964
Capitol S7-17690 (EMI) [us] 1993
1. Can't buy me love - 2:10
2. You can't do that - 2:33

## Hitlijsten
Het nummer werd nummer één in onder andere de Verenigde Staten, het Verenigd Koninkrijk en Nederland. In de VS vestigde Can't Buy Me Love vier records:
1. Het maakte de grootste sprong ooit naar nummer één: vanaf nummer 27.
2. De band scoorde de derde nummer-éénhit op rij, na She Loves You van de koppositie te stoten, dat op zijn beurt die plek van I Want to Hold Your Hand had overgenomen.
3. Toen het nummer op één kwam, bestond de complete top vijf uit Beatlesnummers. Nummers twee tot en met vijf waren Twist and Shout, She Loves You, I Want to Hold Your Hand en Please Please Me.
4. In de week van 11 april 1964 hadden The Beatles veertien hits in de Billboard Hot 100.

## Covers
Het nummer is vele malen gecoverd door popartiesten, artiesten uit de wereld van de klassieke muziek, maar vooral door artiesten uit de jazzwereld. Het nummer laat zich gemakkelijk arrangeren tot een jazzsong. Bekende covers zijn die van Ella Fitzgerald (onder andere op het album Hello, Dolly! uit 1964) en Rita Reys (op een single uit 1964 met All My Loving op de achterkant). Maar ook artiesten als The Supremes (op het album A bit of Liverpool uit 1964), Tom Jones (op het album Tom Jones sings The Beatles uit 2007), Count Basie (op het album Basie's Beatle Bag uit 1966) en The King's Singers (op het album The Beatles Connection uit 1986) hebben of hadden het op hun repertoire staan.
| Titel                      | Titel                 | Titel    | Titel | Titel | Titel | Titel | Titel | Titel | Titel | Titel | Titel | Titel | Titel | Titel | Titel | Titel | Titel |
| Hitlijst                   | Datum van binnenkomst | Week:    | 1     | 2     | 3     | 4     | 5     | 6     | 7     | 8     | 9     | 10    | 11    | 12    | 13    | 14    |       |
| -------------------------- | --------------------- | -------- | ----- | ----- | ----- | ----- | ----- | ----- | ----- | ----- | ----- | ----- | ----- | ----- | ----- | ----- | ----- |
| Tijd voor Teenagers Top 10 | 11-4-1964             | Positie: | 4     | 3     | 2     | 2     | 2     | 4     | 4     | 5     | 5     | 1     | 1     | 1     | 7     | 8     | uit   |

## NPO Radio 2 Top 2000
| Nummer met noteringen in de NPO Radio 2 Top 2000 | '99 | '00  | '01  | '02  | '03  | '04  | '05  | '06  | '07  | '08  | '09  | '10  | '11  | '12  | '13  | '14 | '15  | '16  |
| ------------------------------------------------ | --- | ---- | ---- | ---- | ---- | ---- | ---- | ---- | ---- | ---- | ---- | ---- | ---- | ---- | ---- | --- | ---- | ---- |
| Can't Buy Me Love                                | 801 | 1016 | 1348 | 1304 | 1146 | 1184 | 1237 | 1204 | 1315 | 1216 | 1317 | 1525 | 1420 | 1340 | 1808 | -   | 1933 | 1971 |

1. ↑  Een '-' betekent dat het nummer niet was genoteerd en een vetgedrukt getal geeft de hoogste notering aan.
2. ↑  Deze tabel is bijgewerkt tot en met de laatste editie (2024).